# خریستینیفکا
شهر خریستینیفکا (به روسی: Христинівка) در استان چرکاسی در کشور اوکراین واقع شده است. جمعیت این شهر ۱۰,۰۶۸ نفر (۲۰۲۱ تخمینی) است.